# ザピエカンカ

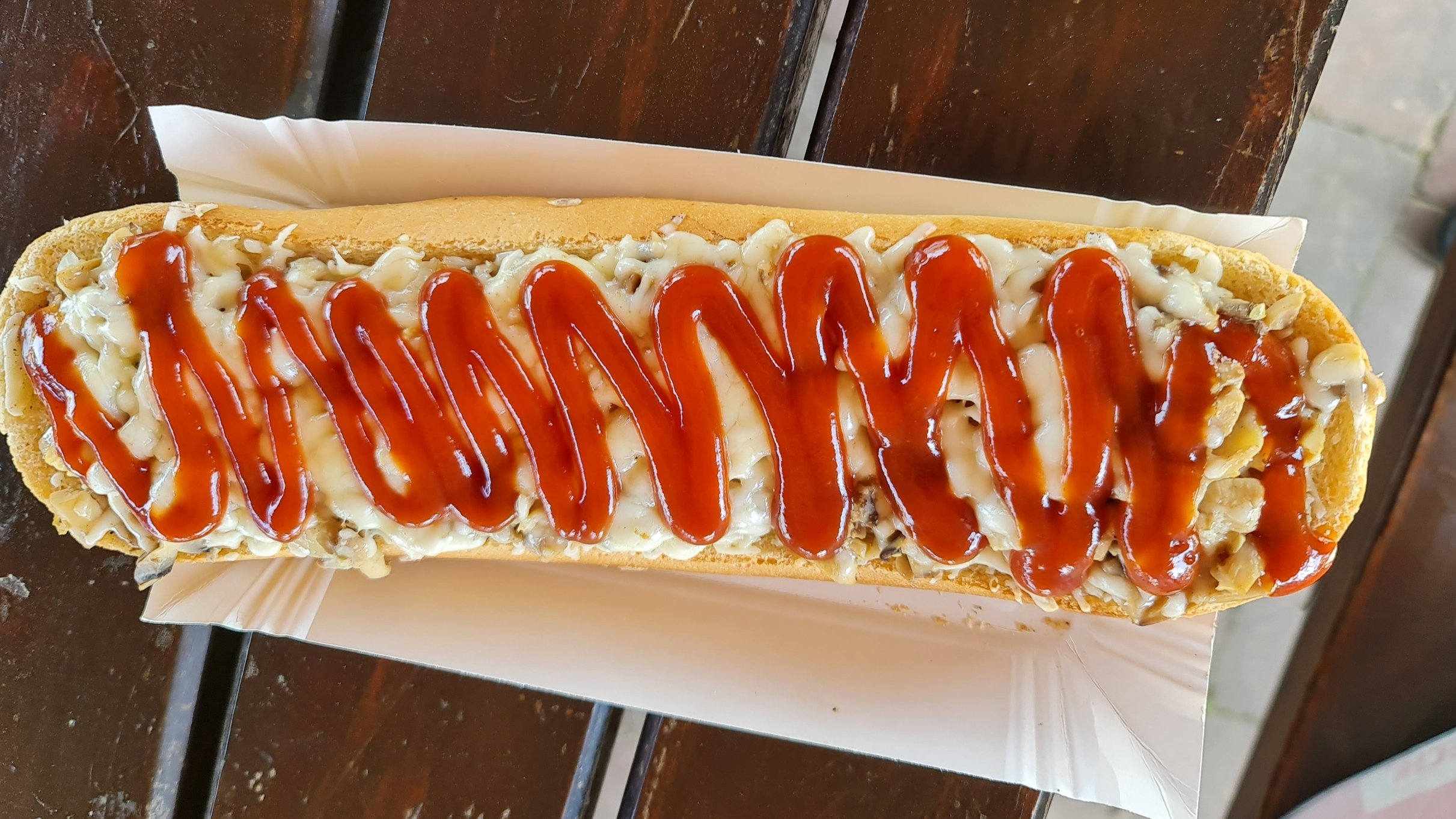
ザピエカンカの例

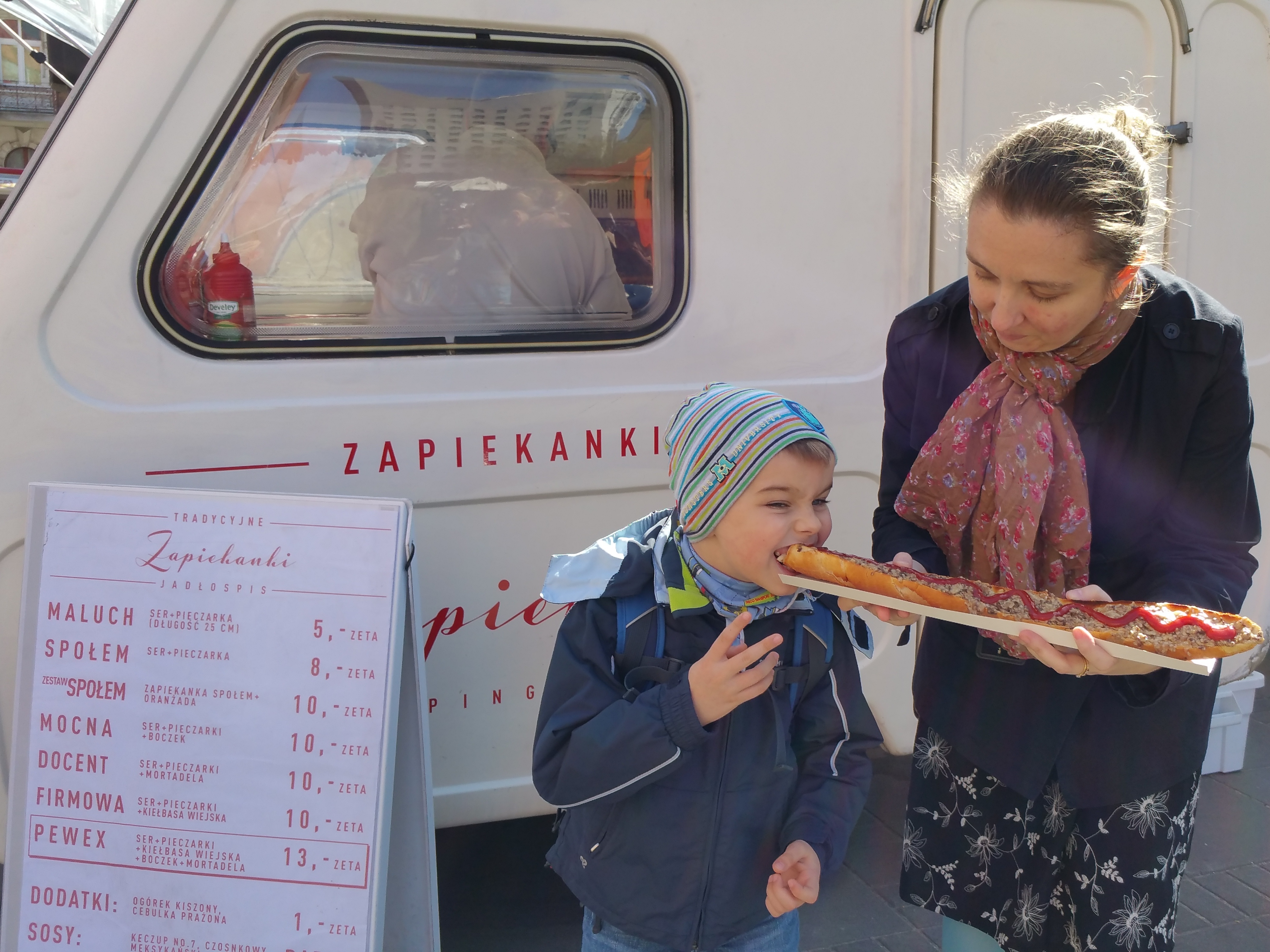
フードワゴンで買ったザピエカンカを食べる子ども

ザピエカンカ（ポーランド語: zapiekanka）は、ポーランドのオープンサンドイッチ。ポーランドではストリートフードの代表格とされる。

## 概要
ポーランドでは、古くから愛される料理である。街角のスタンドなどでも売られており、小腹が空いたときの間食としても人気が高い。ポーランドには、ザピエカンカの専門店もある。
細長いパン（バゲット）の上に、マッシュルームのソテーなどの具とチーズを乗せて焼いて、トマトケチャップをかけた料理で、20センチメートルから30センチメートルの大きなサイズなのも特徴である。使用される具の種類は豊富にある。
バリエーションは無数にあり、使用するチーズも、エダムチーズ、エメンタールチーズ、ゴーダチーズなど、さまざまなものが使用され、ポーランドでは羊乳から作るチーズのオスツィペックも用いられる。

## 歴史

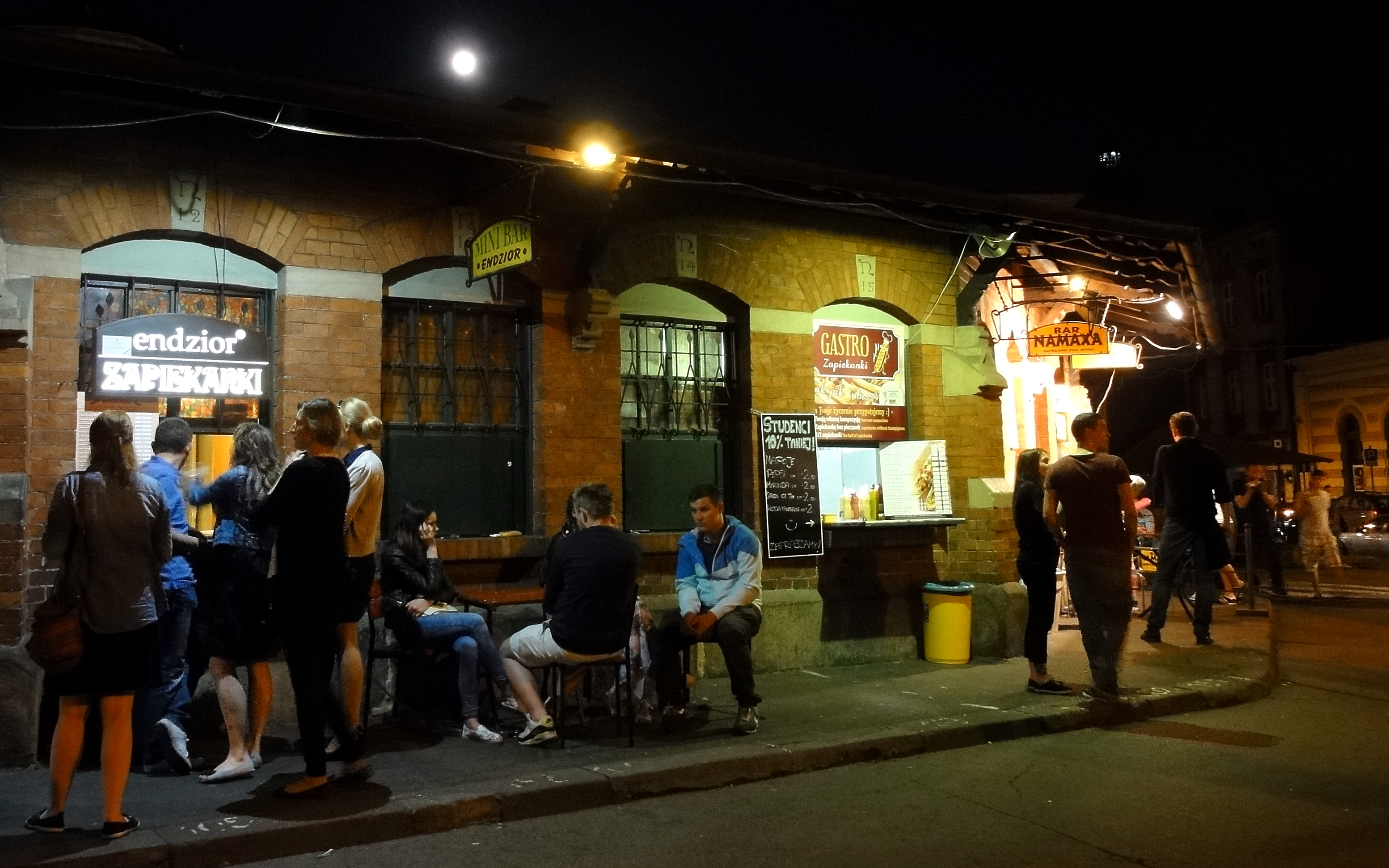
クラクフ・カジミエシュ地区のザピエンカスタンド

ザピエカンカが登場するのは、1970年代になってからである。
この時代のポーランドはエドヴァルト・ギェレク政権の下、外食産業への民間企業の参入規制を緩和したことで、マワガスロノミアと呼ばれる家族経営の小さな食堂が急速に増加した。そこでは、キルバサソーセージ、アイスバイン、トライプスープといったシンプルなポーランド料理や、ホットドッグ、ハンバーガー、アイスクリーム、フライドポテトといったアメリカ合衆国由来のファーストフードを定番料理とすると共に、ザピエカンカを提供していた。
1990年代になってポーランドに市場経済が導入されるとザピエカンカの需要は減ったが、大規模なファーストフードチェーンとの競争を生き残った少数の「マワガスロノミア」では、提供が継続された。クラクフのカジミエシュ地区のザピエカンカは、カルト的な人気を得ている。